# Diam's
Diam's (pe numele ei Mélanie Georgiades) este o artistă de muzică rap, din Franța. S-a născut la data de 25 iulie 1980 în Nicosia, Cipru, acest fapt atestând originile ei grecești. 
A semnat primul contract la vârsta de 18 ani cu BMG Music Publishing France în 1998, iar în 1999 a semnat un contract cu Universal Records. 
În 2003 a avut un succes colosal cu albumul Brut de Femme și a ajuns printre primii în topul celor mai buni DJ. Deși în 2004 la un festival din Belgia, Dour Festival publicul a început să arunce cu diverse obiecte asupra ei, aceasta nu s-a oprit și în 2005 s-a impus pe scena muzicală ca și compozitoare, dovedindu-se a fi foarte bună, fapt certificat de numeroșii artiști cărora aceasta le-a compus cântecele. 
Dans ma bulle a fost un alt album de succes. Cu albumul acesta a ajuns numărul unu în toate topurile franceze, și s-a menținut timp de 6 săptămâni. Colaborăriile cele mai de succes le-a avut alături de artista Vitaa. Melodia Confessions nocturnes a dobândit repede popularitate și a ajuns pe primele locuri în topuri. Albumul Dans ma bulle s-a dovedit a fi cel mai bun album francez, dobândit statutul de diamant cu 1,000,000 de copii vândute.
Diam's este cunoscută pentru activismul ei politic atât în viața publică cât și în versurile cântecelor sale. Este o opozantă activă a liderului de extremă dreapta din Franța Jean-Marie Le Pen și a fiicei acestuia Marine Le Pen, precum și a președintelui Franței Nicolas Sarkozy.

## Discografie
- 1999 Premier Mandant
- 2003 Brut de Femme
- 2004 Ma vie, mon live
- 2006 Dans ma bulle
- 2009 S.O.S